# Лгунишка
«Лгунишка» — советский мультфильм 1938 года по мотивам рассказов о Бароне Мюнхгаузене.

## Сюжет
Однажды утёнок прочитал книгу о Мюнгхаузене и рассказал своим друзьям о том, как он со своей таксой и конём поехали на охоту зимой.

## Съёмочная группа
- Сценарий — Георгий Берёзко[2], Иван Иванов-Вано
- Режиссёр — Иван Иванов-Вано[1]
- Композитор — Никита Богословский[1]
- Художник — Александр Трусов, Яков Рейтман[1]
- Операторы — К. Крылова, П. Лебедева[1]
- Звукооператор — С. Ренский[1]
- Художники мультипликаторы — Ламис Бредис, Ф. Епифанова, Л. Позднеев, Надежда Привалова, Б. Петин, Борис Титов, Г. Фролова[1]
- Актёры в титрах не указаны:

## Интересные факты
- Этот же утёнок ранее появлялся в мультфильме «Три мушкетёра».
- Иванов-Вано ранее участвовал в съемке ещё одного мультфильма о великом бароне — «Похождения Мюнхгаузена» (1929 г.). Конь из этого мультфильма задействован в «Лгунишке».
- Этот утёнок срисован с Дональда Дака.